# 西区 (堺市)

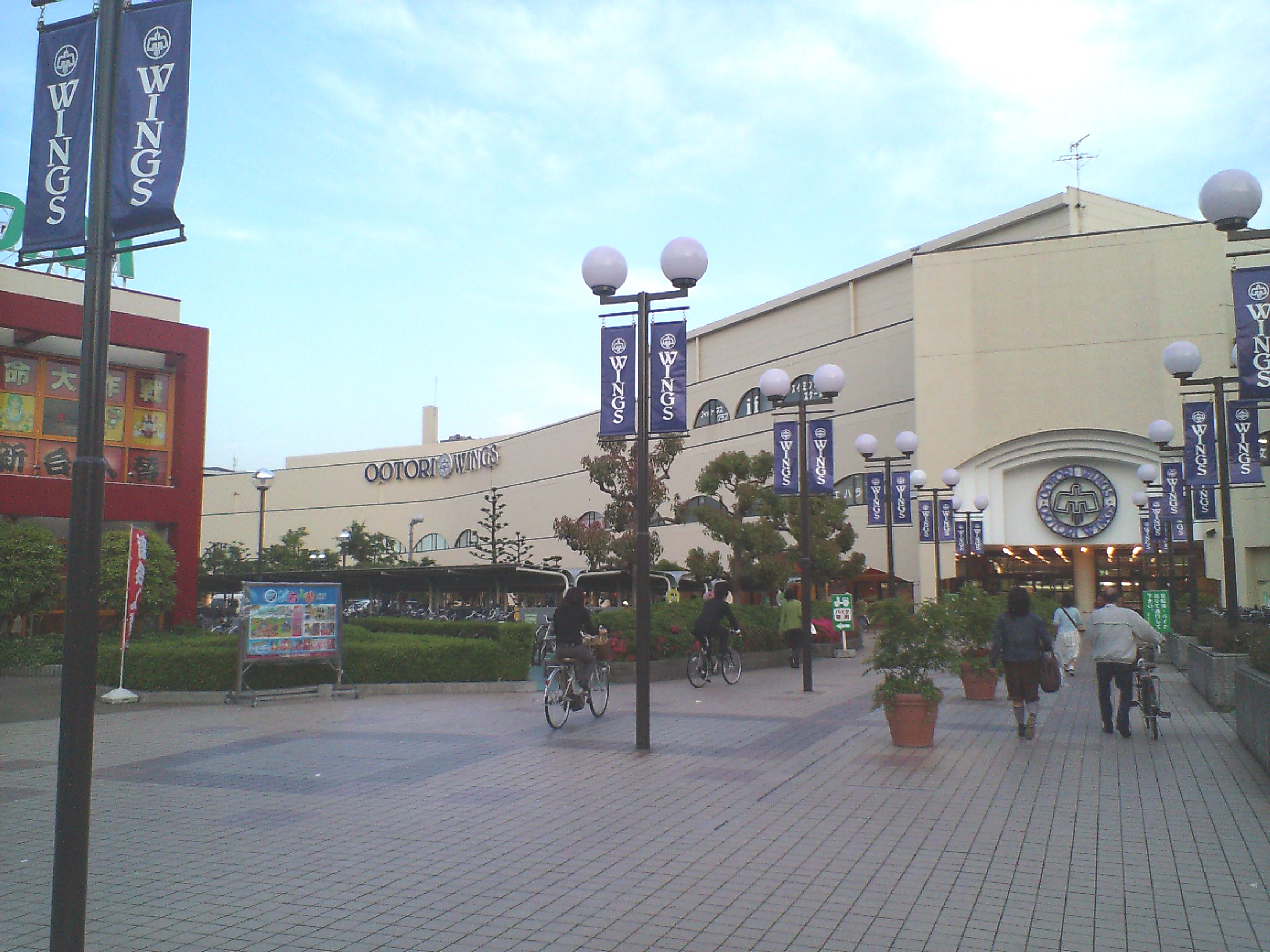
おおとりウイングス

西区（にしく）は、堺市を構成する7行政区のうちのひとつ。

## 地理
堺市の西部に位置する。
泉北丘陵に源を発する石津川が南から北方向に流れ、和田川・百舌鳥川などと合流し大阪湾に注いでいる。土地の起伏は緩やかで、低地が石津川に沿って存在し、その周辺が小さな丘になっている場所が多い。
海岸線に沿って紀州街道や小栗街道が走り、浜寺や区の中心となる鳳の市街地が形成されてきた。両街道に沿う南海本線とJR阪和線の各駅を中心に住宅地が広がっているが、内陸部には農地も見られる。石津川沿いは古くから晒産業が発達しており、現在も中区と共に堺市の主要産業の一つになっている。臨海部は堺泉北港および堺泉北臨海工業地帯の中核をなす石津地先の埋立地が広がっており、工業地の割合が比較的高い。

## 歴史
- 1889年（明治22年）4月1日 町村制施行により、大鳥郡浜寺村、鳳村、鶴田村が発足。
- 1891年（明治24年）2月25日 神石村大字踞尾が踞尾村として分立。
- 1896年（明治29年）4月1日 郡の統廃合により、大鳥郡から泉北郡に変更。
- 1914年（大正3年）4月1日 浜寺村が町制施行。浜寺町となる。
- 1920年（大正9年）6月1日 鳳村が町制施行。鳳町となる。
- 1935年（昭和10年）2月11日 鶴田村が北上神村と合併。福泉町となる。
- 1942年（昭和17年）7月1日 浜寺町、鳳町、踞尾村を堺市に編入。
- 1956年（昭和31年）9月30日 美木多村を福泉町に編入。
- 1961年（昭和36年）3月1日 福泉町を堺市に編入。
- 1996年（平成8年） 浜寺、鳳、津久野、福泉の4出張所を廃止して西支所が開所。
- 2006年（平成18年）4月1日 堺市が政令指定都市に移行。西支所管内の区域を以って西区を設置。

## 人口
- 2010年　 133,622
- 2015年　 135,746

長年堺市７区中第４位の座にあったが、2023年2月に泉北ニュータウンをかかえ長年堺市で人口が首位だった南区を抜き、北区・堺区に次いで第３位となった。

## 経済
堺泉北臨海工業地帯を中心に重厚長大産業の大規模工場が集積している。現在は新エネルギーの開発拠点にもなっており、木質系バイオマスから燃料用エタノールを製造するバイオエタノール・ジャパン・関西、関西電力堺太陽光発電所などが立地する。

### 商業施設・商店街
中核となるのは西区役所がある鳳駅周辺地域であるが、その他地域にも商店街や大型スーパーがある。
上野芝駅周辺
- 西友 上野芝店
- 万代 上野芝店
- 松源 北条店
- 上野芝西商店会
- 北条通り商店会

津久野駅周辺
- イトーヨーカドー 津久野店
- デイリーカナート 向ヶ丘店
- イオンフードスタイル※　津久野店　※イオンを名乗るが、ダイエー店の扱い

鳳駅周辺
- おおとりウイングス
  - ダイエー おおとり店
- アリオ鳳
  - イトーヨーカドー アリオ鳳店
  - 堺 ロフト
- 鳳本通商店街振興組合
- 鳳駅前通商店街振興組合（でんでん坂商店街）

石津川駅前
- 石津川駅前西本通商店会
- 石津川駅前東本通商店街振興組合

諏訪ノ森駅前
- イオンタウン諏訪の森
  - KOHYO 諏訪の森店
- 諏訪森商店会

浜寺公園駅前
- 浜寺商栄会

## 教育

### 大学
- 大阪物療大学
- 羽衣国際大学

### 短期大学
- 大阪健康福祉短期大学（鳳キャンパス）

### 高等学校
- 大阪府立鳳高等学校
- 大阪府立堺上高等学校
- 大阪府立福泉高等学校
- 八洲学園高等学校

### 中学校
- 堺市立上野芝中学校
- 堺市立鳳中学校
- 堺市立津久野中学校
- 堺市立浜寺中学校
- 堺市立浜寺南中学校
- 堺市立福泉中学校

### 小学校
- 堺市立上野芝小学校
- 堺市立家原寺小学校
- 堺市立鳳小学校
- 堺市立鳳南小学校
- 堺市立津久野小学校
- 堺市立浜寺小学校
- 堺市立浜寺石津小学校
- 堺市立浜寺昭和小学校
- 堺市立浜寺東小学校
- 堺市立平岡小学校
- 堺市立福泉小学校
- 堺市立福泉上小学校
- 堺市立福泉東小学校
- 堺市立向丘小学校

## 医療機関
- 堺市立総合医療センター
- 馬場記念病院
- ペガサスリハビリテーション病院
- 浜寺中央病院
- 大仙病院
- 池田病院

## 集合住宅

### 大規模マンション
- サウスオールシティフロントウイング
- 上野芝レジデンス
- クローバーハイツ上野芝

### 住宅団地
- 都市再生機構津久野団地
- 都市再生機構向ヶ丘第二団地
- 都市再生機構津久野南団地
- 都市再生機構サンヴァリエ津久野（向ヶ丘第一団地を建て替えた住宅団地）
- 大阪府住宅供給公社諏訪の森団地
- 府営堺草部住宅
- 府営堺浜寺住宅
- 市営福泉住宅
- 市営万崎住宅
- 市営上野芝住宅
- 市営中石津住宅
- 市営北鳳住宅
- 名古屋銀行諏訪の森社宅
- 関電プラント堺社宅
- NTT船尾社宅
- スズキ自販近畿堺社宅

かつて存在した住宅団地
- 都市再生機構向ヶ丘第一団地（建て替えられて「サンヴァリエ津久野」となった）

## 交通

### 鉄道
中心となる駅：鳳駅
- JR西日本

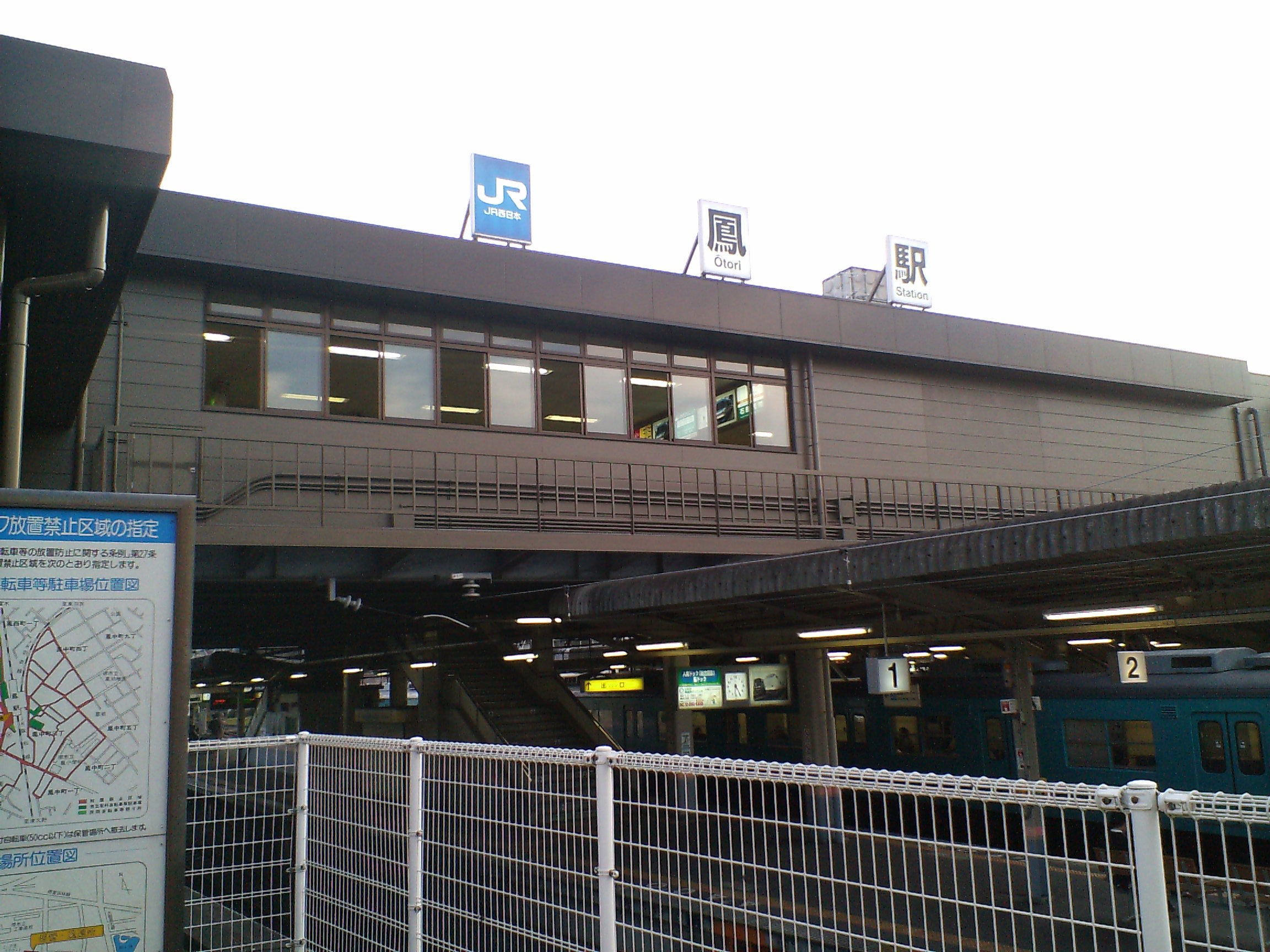
JR阪和線 鳳駅
堺市西区鳳東町一丁125番地

  - 阪和線：上野芝駅 - 津久野駅 - 鳳駅
  - 羽衣線：鳳駅
- 南海電気鉄道
  - 南海本線：石津川駅 - 諏訪ノ森駅 - 浜寺公園駅
- 阪堺電気軌道
  - 阪堺線：石津北停留場 - 石津停留場 - 船尾停留場 - 浜寺駅前停留場

### バス
- 南海バス
  - 鳳駅前や津久野駅前にバスターミナルがあり、主要路線が乗り入れている。
  - 堺市ふれあいバス - コミュニティ路線（2013年6月末日で廃止[2]）。駅前の南区役所から区内2ルートを巡回していた（週3日ずつ運行、運賃100円）。

### 道路
有料道路
 阪神高速4号湾岸線
- 堺泉北道路

一般国道
- 国道26号（第二阪和国道）

主要地方道
- 大阪府道28号大阪高石線（ときはま線）
- 大阪府道29号大阪臨海線
- 大阪府道30号大阪和泉泉南線（13号線・堺中央線）
- 大阪府道34号堺狭山線（泉北1号線）
- 大阪府道36号泉大津美原線
- 大阪府道61号堺かつらぎ線（泉北2号線）

その他の府道
- 大阪府道204号堺阪南線（旧国道26号・海岸通り）
- 大阪府道206号石津川停車場石津線
- 大阪府道215号別所草部線
- 大阪府道216号和田福泉線（父鬼街道）

## 名所・旧跡
- 大鳥大社 - 和泉国一宮
- 石津太神社
- 日部神社
- 家原寺 - 行基の住居跡にあたる寺院
- 百舌鳥古墳群
  - 上石津ミサンザイ古墳（伝履中天皇陵）
  - 文珠塚古墳
  - 百舌鳥大塚山古墳（消滅）
- 浜寺公園
- 四ッ池遺跡
- 北畠顕家供養塔（石津古戦場）
- 紀州街道
- 小栗街道

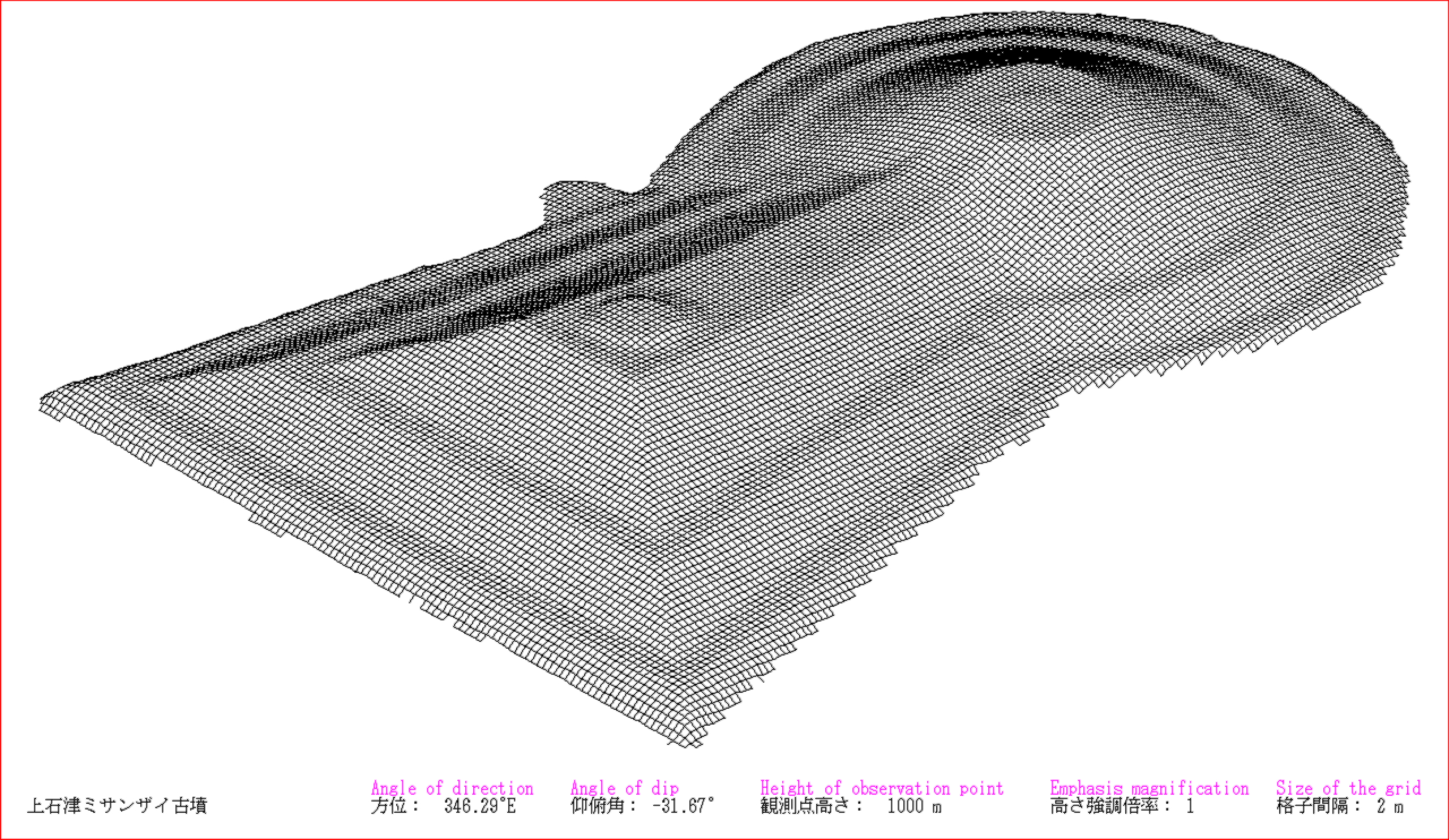
上石津ミサンザイ古墳（伝履中天皇陵）

- 浜寺公園駅・諏訪ノ森駅 - 国の登録有形文化財、近畿の駅百選
- 近江岸家住宅 - 国の登録有形文化財、ヴォーリズの設計
- 阪之上家住宅 - 国の登録有形文化財
- 小倉家住宅 - 国の登録有形文化財

## 著名な出身者
- 北川倫太郎 - 元プロ野球選手
- 片岡愛之助　(6代目) - 歌舞伎役者
- 木戸克彦 - 元プロ野球選手
- 高木善之 - 環境保護活動家
- 土井健史 - 柔道家
- 栂井丈治 - プロデューサー
- 西村眞悟 - 政治家
- 馬場伸幸 - 政治家
- 宮崎亮 - ボクサー
- 龍興山一人 - 元大相撲力士
- 和田徹 - 元プロ野球選手
- 白濱裕太 - 元プロ野球選手
- 達孝太 - プロ野球選手